# Ala-Kuoliojärvi
Ala-Kuoliojärvi är en sjö i Finland. Den ligger i kommunen Kuusamo i landskapet Norra Österbotten, i den nordöstra delen av landet, 700 km norr om huvudstaden Helsingfors. Ala-Kuoliojärvi ligger 264,8 meter över havet. Den är 2,6 meter djup. Arean är 1,85 kvadratkilometer och strandlinjen är 9,44 kilometer lång. Sjön  ingår i Ijo älvs huvudavrinningsområde. 